# Ermenouville
Ermenouville település Franciaországban, Seine-Maritime megyében. Lakosainak száma 128 fő (2022. január 1.). Ermenouville Angiens, Anglesqueville-la-Bras-Long, Héberville, Houdetot, Le Mesnil-Durdent és Sainte-Colombe községekkel határos.

## Népesség
A település népességének változása:
| Lakosok száma | 144  | 146  | 149  | 140  | 137  | 139  | 139  | 139  | 128  |
|               | 2013 | 2015 | 2016 | 2017 | 2018 | 2019 | 2020 | 2021 | 2022 |